# Amanda Peterson
Phyllis Amanda Peterson (* 8. Juli 1971 in Greeley, Colorado; † 3. Juli 2015 ebenda) war eine US-amerikanische Schauspielerin. Ihre bekannteste Rolle hatte sie als Cindy Mancini in dem Film Can’t Buy Me Love aus dem Jahr 1987.

## Leben

### Persönliches
Amanda Peterson wurde als jüngestes von drei Kindern von Dr. James Peterson, einem HNO-Arzt und seiner Frau Sylvia geboren. Sie hatte zwei Geschwister: einen Bruder Jim, der als Pastor tätig ist, und eine Schwester Anne-Marie.
Amanda Peterson war zweimal verheiratet und wieder geschieden: mit Joseph Robert Skutvik und mit David Hartley. Sie war Mutter von zwei Kindern. Petersons Familie behauptete, sie sei im Alter von 15 Jahren vergewaltigt worden, ein Vorfall, den sie geheim hielt. Dieser Vorfall veränderte ihre Einstellung und führte zu Vertrauensproblemen. Einige Familienmitglieder gaben an, der Vorfall habe zu ihrem Drogenkonsum geführt.

### Karriere
Amanda Peterson hatte zu Beginn ihrer Karriere einige kleinere Fernsehrollen, unter anderem in den Serien Father Murphy und Silver Spoons. 1982 trat sie in der Verfilmung von Annie auf, bevor sie 1985 die weibliche Hauptrolle in Explorers spielte.
Neben Richard Kiley war Peterson als dessen Enkeltochter Sunny in der 1987 ausgestrahlten Fernsehserie A Year in the Life zu sehen, die allerdings wegen geringer Einschaltquoten nach einer Staffel abgesetzt wurde. Im selben Jahr erlangte Peterson an der Seite von Patrick Dempsey Kultstatus als Liebespaar in dem Teenagerfilm Can’t Buy Me Love.
Peterson drehte anschließend noch einige Filme, die jedoch nicht mehr an den Erfolg von Can’t Buy Me Love anschließen konnten. 1995 zog sie sich von der Schauspielerei zurück.

### Tod
Amanda Peterson, die wegen ihrer Drogenprobleme mehrmals verhaftet worden war, wurde am 5. Juli 2015 tot in ihrem Haus aufgefunden, nachdem ihre Familie seit dem 3. Juli nichts mehr von ihr gehört hatte. Todesursache war eine Überdosis verschiedener Opioide.

## Filmografie
(Quelle: )
- 1982: Father Murphy (Fernsehserie, Folge 1x19 Matthew and Elizabeth)
- 1982: Annie
- 1982: Silver Spoons (Fernsehserie)
- 1984: Unter Verdacht (Best Kept Secrets)
- 1983–1984: Boone
- 1985: And the Children Shall Lead
- 1985: Explorers – Ein phantastisches Abenteuer (Explorers)
- 1986: Carly Mills
- 1987: Can’t Buy Me Love
- 1987–1988: A Year in the Life (Fernsehserie, 22 Folgen)
- 1988: Tödliche Flucht (The Lawless Land)
- 1989: Love and Betrayal
- 1989: Die große Herausforderung (Listen to Me)
- 1990: Tödlicher Charme (Fatal Charm)
- 1990: Doogie Howser, (Fernsehserie, 1 Folge)
- 1991: Höllenwut (Hell Hath No Fury)
- 1991: Ich war ein Playmate (I Posed for Playboy)
- 1993: Jack's Place (Fernsehserie)
- 1994: Windrunner

## Auszeichnungen
- 1984 Young Artist Award als „Beste junge Darstellerin in einer neuen TV-Serie“ für Boone (Nominierung)
- 1985 Young Artist Award als „Beste junge Nebendarstellerin in einem Drama“ für Boone (Nominierung)
- 1986 Young Artist Award als „Beste junge Darstellerin in einem Spielfilm“ für Explorers (Nominierung)
- 1988 Young Artist Award als „Beste junge Darstellerin in einem Spielfilm (Komödie)“ für Can’t Buy Me Love (Nominierung)
- 1988 Young Artist Award als „Beste junge Darstellerin in einer TV-Serie (Drama)“ für A Year in the Life (gewonnen)